# فرانك تي هاينز
فرانك تي هاينز (بالإنجليزية: Frank T. Hines)‏ هو دبلوماسي أمريكي، ولد في 11 أبريل 1879 في مدينة سولت ليك في الولايات المتحدة، وتوفي في 3 أبريل 1960 في واشنطن العاصمة في الولايات المتحدة.